# Золоте теля (телесеріал)
«Золоте теля» — російський телесеріал з восьми епізодів, екранізація однойменного роману Іллі Ільфа та Євгена Петрова. Сценарій телесеріалу майже не відступає від твору (за винятком фіналу). Велика тривалість телесеріалу порівняно з однойменним фільмом Михайла Швейцера дозволила включити до нього ряд відсутніх у фільмі 1968 року епізодів, наприклад, сцени в психлікарні і «Воронячій слобідці».

## Сюжет
Екранізація роману Іллі Ільфа та Євгена Петрова з альтернативним закінченням, узятим з відкинутого авторами чернетки.

## В ролях
- Олег Меншиков — Остап Бендер
- Микита Татаренков — Шура Балаганов
- Леонід Окунєв — Михайло Паніковський (1-7 серії)
- Дмитро Назаров — Адам Козлевич
- Олексій Девотченко — Олександр Корейко, підпільний мільйонер (1-7 серії)
- Ольга Красько — Зося Синицька (2, 3, 6, 7, 8 серії)
- Олександр Семчев — бухгалтер Берлага (3, 5, 6 серії)
- Михайло Єфремов — Васись Лоханенко (4, 6 серії)
- Інга Оболдіна — Варвара Лоханкіна (4, 6 серії)
- Михайло Свєтін — зіцголова Фунт (4, 5, 6 серії)
- Євген Стичкін — начальник «Геркулеса» Полихаєв (5-а серія)
- Федір Добронравов — інженер Птибурдуков (4, 6 серії)
- Михайло Богдасаров — інженер Кіндрат Талмудовський (1, 4, 7 серії)
- Ігор Дмитрієв — монархіст Федір Хворобьєв (2-а серія)
- Катерина Вуличенко — Дуня (4-а серія)
- Кахи Кавсадзе — Гігіенішвілі (4-а серія)
- Олена Бабенко — Серна Михайлівна, секретарка Полихаєва (5, 6 серії)
- Андрій Кайков — шурин Берлага (3-а серія)

## Знімальна група
- Автор сценарію: Ілля Авраменко
- Режисер: Уляна Шилкіна
- Оператор: Віктор Новожилов
- Художник: Сергій Агін
- Звукорежисер: Олександр Феденєв
- Музика: Олексій Паперний
- Монтаж: Олег Моргунов
- Виконавчий продюсер: Петро Ануров, Дмитро Добужинський
- Продюсер: Сергій Данієлян, Арам Мовсесян, Юрій Мороз, Рубен Дишдишян

## Позитивні відгуки
- Володимир Хотиненко (вчитель режисера Уляни Шилкіної)[2]:

Молодим потрібно довіряти знімати будь-які речі. Був радий за Уляну, коли їй запропонували знімати «Теля», вона мені дзвонила. Зараз у нас молоде кіно.
- Юрій Мороз (продюсер компанії «Централ Партнершип»)[2]:

Серіал мені подобається. … Уляна відрізняється цепкістю, швидкістю, характером. … Шилкіна з точки зору продажів з роботою впоралася.

## Критика
- Сергій Юрський (Бендер у першому «Золотому теляті») погано відгукнувся про якість режисури[2]:

Цей фільм … не має жодної художньої цінності! Цього фільму просто немає! Пусте місце! І актори тут ні до чого.
- Тетяна Ліознова зазначила, що «Меншиков — найгірший з Остапів»[2]:

«Золоте теля» я дивитися почала, але не стала, бо не відчуваю симпатії до виконавця ролі Бендера. Це найгірший з усіх Остапів! Новий Бендер слабосильний і якийсь жіночний, немов позбавлений чоловічого стержня. Сильніше за всіх Арчіл Гоміашвілі, що показав героя, який при своєму хамстві і нахабстві був досить привабливим…

- Георгій Данелія, кінорежисер[2]:

Мені не подобається Остап в новому «Теляті». <…> Я бачив кінопроби багатьох акторів на цю роль. Найкращим Бендером з усіх був Микита Михалков.

- Ілля Авраменко, кінодраматург, сценарист фільму[3]:

Мені соромно, що я автор цього фільму. <…> Ми бачимо жахливу операторську роботу; потворну, халтурну — художника-постановника. На доморощені декорації неможливо дивитися. Повна відсутність великих планів <…> говорить про те, що режисер просто не встигав за часом зняти весь матеріал. <…> З акторів на рівні грає лише Дмитро Назаров (Козлевич). <…> Я вважаю — це провал. І мені дуже шкода! І я хочу всім людям, які люблять Ільфа і Петрова, <…> як автор серіалу, принести свої щирі вибачення!

- Марк Захаров, режисер фільму «12 стільців» 1976 року[2]:

У «Золотому теляті» аморфний та уповільнений сюжет. У Андрія Миронова, Юрського і навіть у Гоміашвілі була цілеспрямованість і енергія, якої, на мій погляд, бракує Меньшикову. Він актор цікавий. Але йому потрібно допомагати, у фільмі він кинутий за відсутності жанру. Йому залишається тільки грати якусь життєрадісність на порожньому місці. Невихід у всіх акторів. Режисура слабка.

Фільм Уляни Шилкіної удостоєний премії «Почесна Безграмота» (в рамках національної ярмарку «Книги Росії») з формулюванням "за мляву і безглузду екранізацію одного з найсмішніших російських романів XX століття — «Золоте теля».